# チェーザレ・マリアーニ

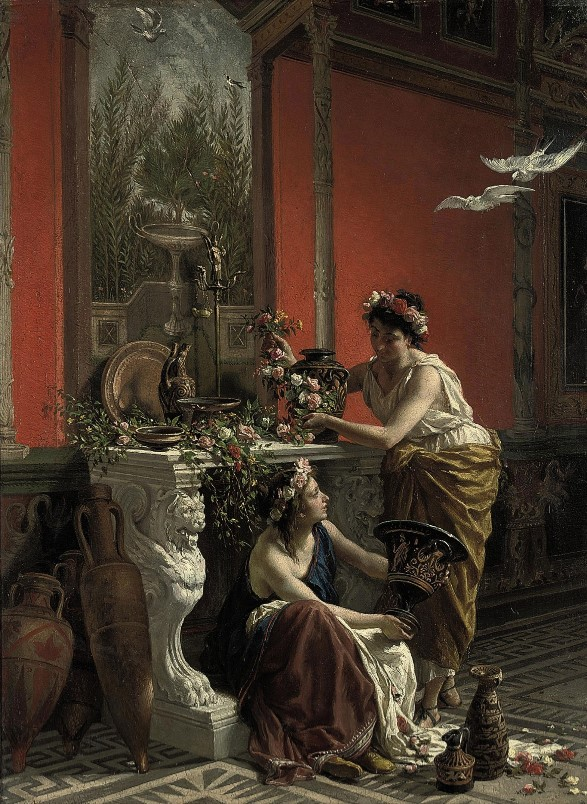
チェーザレ・マリアーニ作の油彩画「花の乙女たち」(1874)

チェーザレ・マリアーニ（Cesare Mariani、1826年1月13日 - 1901年2月21日）は、イタリアの画家である。教会や公共施設の装飾画を描いた。

## 略歴
ローマで生まれた。父親は銀行家、美術品収集家の一族、ジュスティニアーニ家（Giustiniani）のために働いた人物である。1837年にローマの美術アカデミーのアカデミア・ディ・サン・ルカに入学し、1842年から1850年の間は、宗教画も描いたトンマーゾ・ミナルディのスタジオで学んだ。ミナルディのスタジオにはグリエルモ・デ・サンクティス（Guglielmo De Sanctis）やチェーザレ・フラカッシーニ（Cesare Fracassini）、ニコラ・コンソーニ（Nicola Consoni）、チェーザレ・マリアネッチ（Cesare Marianecci）といった画家たちがいた。1850年にローマの展覧会に作品を出展した。 
1850年代後半から、ローマやラツィオの宮殿や教会の装飾画の画家として活動を始め、後にウンブリア、マルケ、アブルッツォでも働いた。1823年の火災での破壊から再建されたローマのサン・パオロ・フオーリ・レ・ムーラ大聖堂に1850年代の末から聖パウロの生涯を描いた一連の装飾画を描いた。
1863年にアカデミア・ディ・サン・ルカの会員に選ばれ、1888年から1890年の2年間は会長も務めた。
1871年にイタリア王冠勲章(Ordine della Corona d'Italia)を受勲した。1872年にブラジル皇帝ペドロ2世から帝国バラ勲章（Imperial Ordem da Rosa）を受勲した。ペルージャやフィレンツェなどの美術アカデミーの会員にもなった。 1870年代に建設されたイタリア政府財務省の建物（Palazzo delle Finanze）の天井画制作者を選ぶコンペに1878年に選ばれた。
1880年代後半に制作したイタリア中部、アスコリ・ピチェーノにあるサンテミディオ聖堂（Cattedrale di Sant'Emidio）の装飾画などでも知られている。
1898年にローマで亡くなった。1863年に画家、陶芸家のヴィルジニア（Virginia Mariani: 1824–1898）と結婚していて息子のルチオ・マリアーニ（Lucio Mariani: 1865-1924）は考古学者として知られている。